# Busto do Cardeal Roberto Bellarmine
O Busto do Cardeal Roberto Bellarmine é uma escultura confeccionada pelo artista italiano Gian Lorenzo Bernini entre os anos de 1621 e 1624. Localiza-se na Igreja de Jesus, em Roma. Foi encomendada pelo Papa Gregório XV e pelo Cardeal Eduardo Farnésio após a morte de Bellarmine. Girolamo Rainaldi projetou um túmulo (hoje destruído) ao redor do busto, que incluía uma decoração escultural elaborada pelo pai de Bernini, Pietro, e um de seus assistentes, Giuliano Finelli.